# Emanuel Deutz

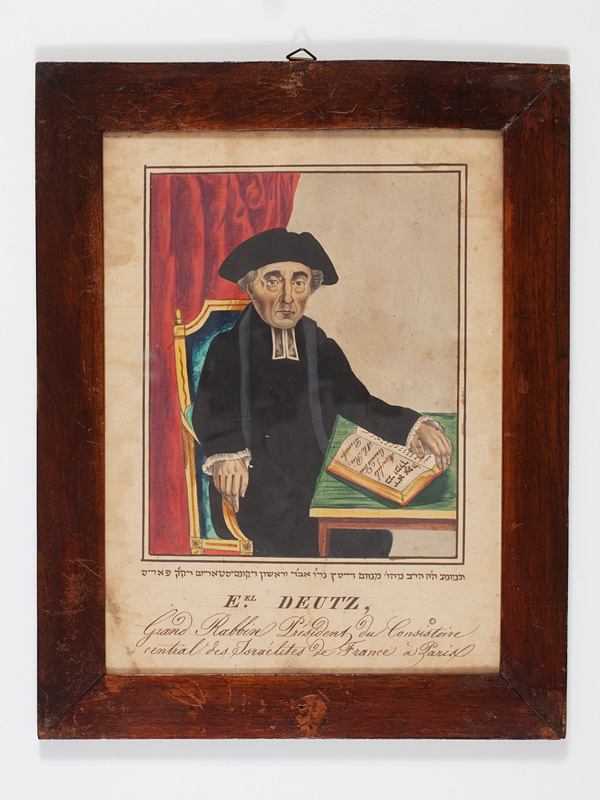
Porträt von Rabbi Emanuel Deutz aus dem 19. Jahrhundert, in der Sammlung des Jüdischen Museums der Schweiz.

Emanuel Deutz (geboren 8. September 1764 in Koblenz; gestorben 31. Januar 1842 in Paris) war Rabbiner in Koblenz und Frankreich. Als Mitglied einer angesehenen Familie von Ärzten und Rabbinern genoss er eine herausragende intellektuelle Stellung in seiner Zeit. Sein äußeres Erscheinungsbild, beschrieben als «ein großer schöner Mann mit stattlichem schwarzen Bart, der auch in den Augen Napoleons Gnade gefunden hatte», unterstrich seine Autorität.

## Biografisches
Emanuel Deutz wurde an der Talmudschule des Hirtz Scheuer in Mainz zum Rabbiner ausgebildet. Ungesichert ist seine Tätigkeit als Rabbiner in Oberwesel.
Während der französischen Herrschaft über Deutschland machte er Karriere in politischen und religiösen Kreisen. 1798 trat er die Nachfolge des Landesrabbiners Süsskind Gundersheim in Koblenz an. Er wurde Mitglied der Notabelnversammlung in Paris (1806) und des Großen Sanhedrin, bedeutende Gremien der jüdischen Gemeinschaft seiner Zeit. Im Jahr 1809 wurde er zum Konsistorial-Oberrabbiner des Rhein-Mosel-Departements ernannt und ein Jahr später zu einem der drei Großrabbiner des Consistoire central israélite in Paris. 1826 übernahm er das Amt des alleinigen «Grand Rabbin de France», womit ihm die höchste religiöse Autorität innerhalb der französischen Judenschaft zuteilwurde.
Emanuel Deutz war mit Judith (Bela) verheiratet. Sie brachte fünf Kinder zur Welt. Unter ihnen war Sarah, die später die Frau des gelehrten Philologen und Orientalisten David Paul Drach aus Straßburg wurde.